# Općina Šempeter – Vrtojba
Općina Šempeter – Vrtojba (slo.:Občina Šempeter - Vrtojba) je općina na zapadu Slovenije u pokrajini Primorskoj i statističkoj regiji Goriškoj.

## Zemljopis
Općina Šempeter – Vrtojba nalazi se na zapadu Slovenije, nedaleko od Nove Gorice. Općina se nalazi na samom istoku Padske nizine na granici s Italijom. U južnom dijelu općine nalazi donji dio doline rijeke Vipave.
U općini vlada sredozemna klima. Najvažniji vodotok u općini je rijeka Vipava, a svi manji vodotoci su njeni pritoci.

## Naselja u općini
Šempeter pri Gorici, Vrtojba

## Vanjske poveznice
- Službena stranica općine